# Das Signal
Das Signal és una minisèrie dramàtica de misteri de Netflix estrenada el 7 de març de 2024. La sèrie, desenvolupada per Nadine Gottmann, Sebastian Hilger i Kim Zimmermann, es va rodar del 20 de setembre de 2022 al 27 de gener de 2023 en els estudis Bavaria de Geiselgasteig i en els estudis cinematogràfics de Penzing; les preses exteriors en l'espai es van gravar allí, a l'anomenada Hyperbowl. Es van realitzar més enregistraments a Leipzig i al Marroc. S'ha subtitulat al català.

## Sinopsi
Després de mesos en òrbita, la Paula (Peri Baumeister) retorna a la Terra. Després pren un vol per retrobar-se amb la família. Però la Paula mai arriba a casa. L'Sven (Florian David Fitz) i la seva filla Charlie (Yuna Bennett) l'esperen en va a la porta. L'avió sembla haver desaparegut.
Mentre l'Sven lluita per protegir a la seva filla d'una revelació terrible, s'aferra a cada pista que troba en el camí. De sobte, sembla que troba el que cerca: la Paula li ha deixat un enigma, un fil conductor que ara Sven segueix incansablement. No obstant això, a mesura que desentranya l'enigma, la seva vida s'enfonsa, el misteri s'aprofundeix i l'amenaça creix per a ell, per a la Charlie i, en última instància, per al món sencer. Perquè resulta que la Paula estava a l'Estació Espacial Internacional, on en la foscor de l'espai havia fet un descobriment increïble.

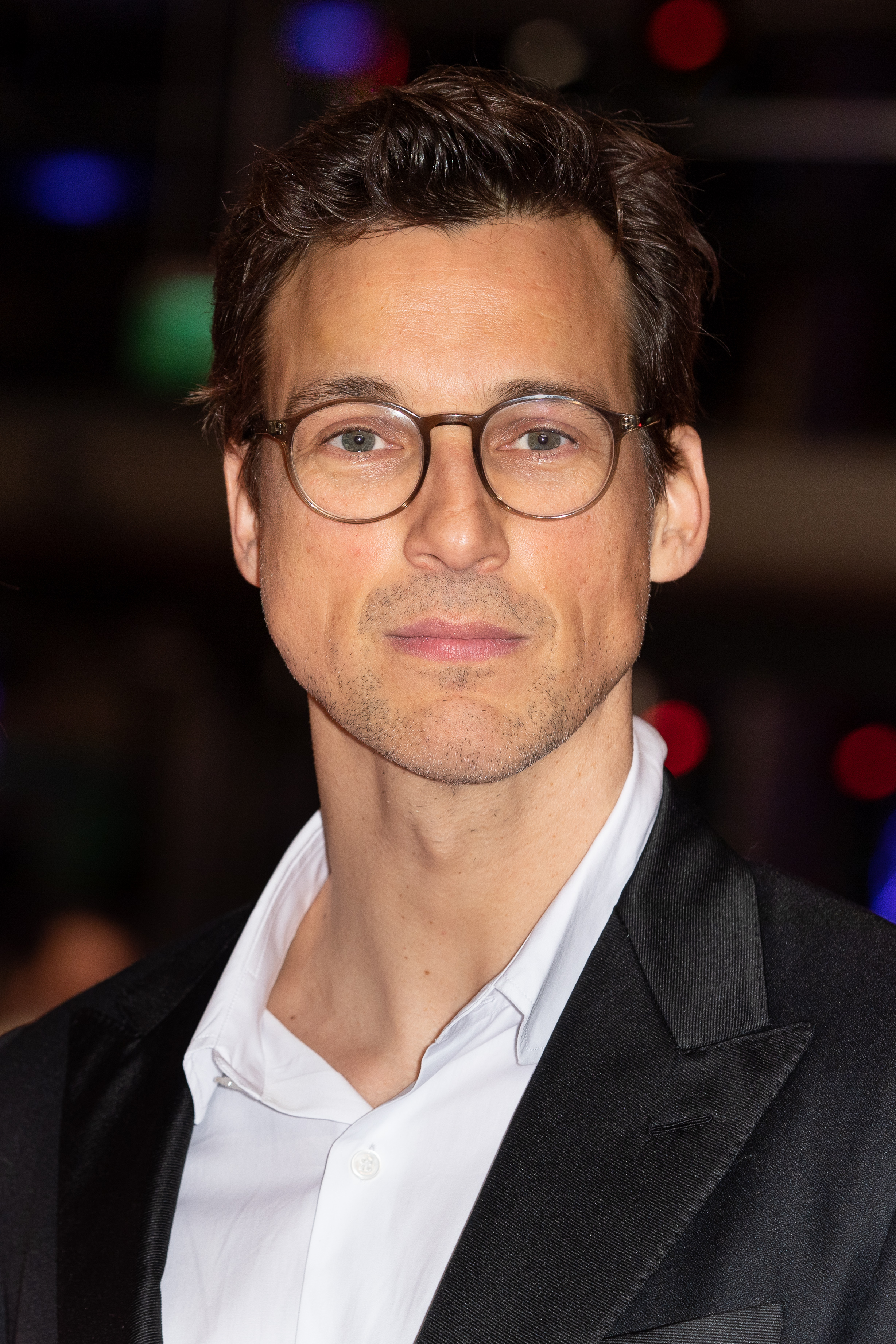
Florian David Fitz

## Repartiment
- Florian David Fitz - Sven
- Peri Baumeister - Paula
- Yuna Bennett - Charlie
- Hadi Khanjanpour - Hadi Hiraj
- Sheeba Chaddha - Benisha Mudhi
- Katharina Schüttler - Nora
- Nilam Farooq - Mira
- Meret Becker - Friederike
- Michael Kranz
- Uwe Preuss - Rainer
- Marc Ben Puch
- Katharina Thalbach - Die Moonwatcherin
- Seumas F. Sargent - Jake Mitchell
- Enzo Leonardo Mandara
- Tim Seyfi
- Eva Mannschott - Ellen

## Crítica
Per a Oliver Alexander de Quotenmeter, suggereix que el primer episodi és massa llarg i tediós, mostrant només un aterratge gairebé fallit, un accident aeri i una història mal explicada d'un marit afligit i la seva filla. A més, adverteix que els següents tres episodis manquen d'inspiració, amb girs sense sentit i una creixent dosi de superestructura pseudofilosòfica improvisada. Per a Manuel Simbürger, la minisèrie alemanya de Netflix és un gran misteri galàctic amb moltes preguntes, però al final hi ha (almenys en la seva majoria) respostes concloents, encara que algunes poden ser decebedores.